# Општина Багачу (Муреш)
Багачу (рум. Bãgaciu) општина је у Румунији у округу Муреш.
Oпштина се налази на надморској висини од 399 m.